# Kína–3
Kína–3 (Ji Shu Shiyan Weixing) kínai technikai-műszaki tartalmú műholdsorozat tagja. A Kína űrkutatási programban 1980-ig háromfajta űrszonda, kettő hordozórakéta típus szerepeltetett.

## Küldetés
Tervezett feladat, világűr körülményei között Tesztelni (tanulmányozni) az űreszköz működését, a földi ellenőrző, követő rendszerekkel történő kapcsolatot.

## Jellemzői
Gyártotta és üzemeltette a Kínai Tudományos Akadémia Speciális Technológia (kínaiul: 中国 空间 技术 研究院) (CAST) csoportja.
Megnevezései: Kína–3; JSSW-1 (Ji Shu Shiyan Weixing); PRC-3 (People's Republic of China); COSPAR: 1975-070A; Kódszáma: 8053.
1975. július 26-án Közép-Kínából a Csiucsüan Űrközpontból, a LA–2B jelű indítóállványról egy kétfokozatú Feng Bao 1 (FB–1) hordozórakétával indították alacsony Föld körüli pályára (LEO = Low-Earth Orbit). Az orbitális egység pályája 94,6 perces, 65,9 fokos hajlásszögű, elliptikus pálya perigeuma 4848 kilométer, az apogeuma 515 kilométer volt.
Tömege 1107 kilogramm volt. Forgás-stabilizált űreszköz. Alapműszerei kozmikus sugárzás, a napszél, a mikrometeoritok, az interplanetáris anyag vizsgálatát biztosították. Műszerei, berendezései a későbbi programok alaptípusai voltak. Energia ellátását napelemek, éjszakai (földárnyék) energia ellátását ezüst-cink akkumulátorok biztosították. Hővédelme, telemetria rendszere zavartalanul működött.
1975. szeptember 14-én 49 nap (0,14 év) után belépett a légkörbe és megsemmisült.